# 期待你長大 (漫畫)
《期待你長大》是久米田康治創作的逆光源氏類型的日本漫畫。

## 概要
最初在《週刊少年Sunday》1994年12月增刊號上以「老公是小學生!!」的篇名刊載短篇。次月開始正式在《週刊少年Sunday超》（雙月刊）上連載，並改名為現在的名稱。但在1996年6月增刊號中斷，當時小學館已經出版一卷單行本。直到《週刊少年Sunday》2002年19號及20號發表完結篇，並出版新裝本。單行本全2卷，分為AB兩冊（台版改為上下）。由於中斷過久，作者的作畫風格與之前差異過大，最後的兩話一開始的地方有自嘲的話語。

## 登場人物
※年齡等資料為剛登場的設定

### 主角
羽留麗
16歲，女高中生，本作的女主角。
坂本冬馬
11歲，小學5年級學生，本作的男主角。

### 小麗關係人
沙羅
小麗的同班同學。
倉本
喜歡小麗的同年級學生。
羽留克拉拉
小麗的妹妹。
立花春彥
芽依的哥哥。在滑雪場教過小麗玩滑雪板。

### 冬馬關係人

#### 小學時代
立花芽依
冬馬的同班女生。喜歡冬馬，什麼事都和小麗唱反調。有錢人家。
小太郎
冬馬的同班同學。
健太郎
冬馬的同班同學。
山本直人
冬馬的同班同學。擅長繪畫。
有村老師
冬馬的導師。喜歡小綠老師。
小綠老師
冬馬學校中的老師。
三浦洋助
住在小麗阿姨經營的民宿附近的少年。遇見冬馬時為小學6年級。

#### 國中時代
明智半平太
宿舍室友。
岡大藏
宿舍室友。染金髮又穿耳洞，但其實是戴媽媽的耳環。
菱形俊藏
星蘭學院3年級，宿舍代表，被選為奧運強化選手而到美國留學。

## 出版書籍
單行本
1. 1995年10月18日發行、ISBN 4-09-123641-3

新裝版
| 卷數 | 小學館        | 小學館             | 青文出版社    | 青文出版社         |
| 卷數 | 發售日期      | ISBN               | 發售日期      | ISBN               |
| ---- | ------------- | ------------------ | ------------- | ------------------ |
| A    | 2002年4月18日 | ISBN 4-09-123642-1 | 2003年7月25日 | ISBN 957-509-564-2 |
| B    | 2002年6月18日 | ISBN 4-09-123643-X | 2003年7月25日 | ISBN 957-509-565-0 |

## 相關連結
- 久米田康治
- 威龍少年隊
- 改造新人類

## 外部連結
- （日語）